# Liste des îles de la terre François-Joseph
La liste suivante recense certaines des îles de la terre François-Joseph,, :
- Île Adélaïde
- Île Aagaard
- Terre Alexandra
- Île Alger
- Île Arthur
- Île Becker
- Île Bell
- Île Berghaus
- Île Bliss
- Île Brady
- Île Brice
- Île Bromwich
- Île Brosch
- Île Bruce
- Île Champ
- Île Cobourg
- Île Davis
- Île Eaton
- Île Élisabeth
- Îles Etheridge
- Île Eva-Liv
- Île Freeden
- Île Geddes
- Terre George
- Île Graham Bell
- Île Greely
- Île Hall
- Île Harley
- Île Heiss
- Îles Hochstetter
- Île Hofmann
- Île Hohenlohe
- Île Hooker
- Île Howen
- Île Jackson
- Île Kane
- Île Karl-Alexander
- Île Klagenfurt
- Île Koettlitz
- Île Koldewey
- Îles du Komsomol
- Île La Roncière
- Île Lamont
- Île Leigh-Smith
- Île Levanevski
- Île Lütke
- Île Luigi
- Île Mabel
- Île May
- Île McClintock
- Île McNult
- Île Nansen
- Île Newcomb
- Île Newton
- Île Northbrook
- Île Ommanney
- Île Payer
- Île Prince Rudolf
- Île Pritchett
- Île Perlamoutrov
- Île Querini
- Île Rainer
- Île Robertson
- Île Royal Society
- Île Salisbury
- Île Salm
- Île Scott-Keltie
- Île Torup
- Île Wiener Neustadt
- Île Wilczek
- Terre de Wilczek
- Île Wilton
- Île Windward
- Île Ziegler
- Île Zoub